# MOS Technology 6532

Wyprowadzenia układu MOS 6532

MOS Technology 6532 RAM-I/O-Timer (skr. RIOT) – układ scalony produkowany przez firmę MOS Technology.
Układ ten posiadał 128 bajtów pamięci statycznej RAM, dwa dwukierunkowe 8-bitowe porty wejścia/wyjścia oraz programowalny timer (PIT). Instalowany był m.in. w konsoli Atari 2600 oraz pinballach firmy Gottlieb. MOS 6532 dostępny był w dwóch wersjach: 1 MHz i 2 MHz. Wykonany w wysokiej skali integracji. Posiadał standardową plastikową lub ceramiczną obudowę DIP z 40 nóżkami.